# Europäische Schule Mol
Die Europäische Schule Mol im belgischen Mol eröffnete 1960 als dritte Europäische Schule ihre Pforten, unmittelbar gefolgt im selben Jahr von der Europäischen Schule Varese.
Der primäre Auftrag bestand und besteht in der Bildung der Kinder der Angestellten von Euratom (heute IRMM), Eurochemic und dem Studienzentrum für Kernenergie. Es wurden immer auch Kinder von Nicht-EU-Angestellten zugelassen. In den Anfangsjahren waren dies unter anderem viele Kinder italienischer Gastarbeiter, welche in den lokalen Kohlebergwerken arbeiteten. Jeden Tag bringen Busse Schüler aus umliegenden Städten wie Antwerpen, Brüssel, Eindhoven oder Hasselt zur Schule. Die Kinder können auch von Montagabend bis Freitagmorgen in einem unabhängigen Internat untergebracht werden.

## Jean Monnet
Die Worte Jean Monnets, welche die essentiellen Ziele der Europäischen Schulen beschreiben, wurden, geschrieben auf Pergament, in den Grundsteinen aller Europäischen Schulen eingelassen:

„Zusammen erzogen, von Kindheit an von den trennenden Vorurteilen unbelastet, vertraut mit allem, was groß und gut in den verschiedenen Kulturen ist, wird ihnen, während sie heranwachsen, in die Seele geschrieben, dass sie zusammengehören. Ohne aufzuhören, ihr eigenes Land mit Liebe und Stolz zu betrachten, werden sie Europäer, geschult und bereit, die Arbeit ihrer Väter vor ihnen zu vollenden und zu verfestigen, um ein vereintes und blühendes Europa entstehen zu lassen.“

## Schulzeiten
Im Europäischen Schulsystem gibt es zwölf Schuljahre. Die Unterrichtszeiten unterscheiden sich von Schule zu Schule. Innerhalb einer Schule sind die Schulzeiten der einzelnen Stufen unterschiedlich:
Schulbeginn ist um 08:30 Uhr.
Im Kindergarten und den ersten beiden Grundschuljahren ist montags, mittwochs und freitags ab
12:50 Uhr Schluss. Kinder, die jedoch mit dem Bus reisen, müssen Montag- und Freitagnachmittag im Kindergarten bis 16:15 Uhr auf den Bus warten.
Vom 3. bis zum 5. Grundschuljahr sind nur noch der Mittwoch- und der Freitagnachmittag frei.
Freitagnachmittag können die Kinder, welche mit dem Bus reisen, je nach Wetterlage draußen oder im Schulgebäude spielen.
In der Sekundarstufe ist nur noch der Mittwochnachmittag frei, weswegen mittwochs auch keiner auf den Bus warten muss.
Von 12:50 bis 13:50 Uhr ist Mittagspause im Gymnasium. Man kann dann in der schuleigenen Kantine, wo noch selbst gekocht wird, essen gehen. Falls man entweder vor oder nach der Mittagspause eine Freistunde hat, kann man zu diesen Zeiten auch noch essen. Das ist besonders in der Oberstufe wichtig, da es vorkommen kann, dass man aufgrund der Fächerwahl in der Mittagspause Unterricht hat.
Falls man in der Sekundarstufe in der letzten Stunde des Tages von 15:30 bis 16:15 Uhr eine Freistunde hat, kann man je nach Wetterlage und Laune der pädagogischen Berater, auf den weitläufigen Sportanlagen, spielen, Sport treiben, faulenzen oder spazieren gehen.
Um 16:15 Uhr ist generell Schulschluss.

## Kindergarten
Ab dem 3. Lebensjahr können Kinder in den Kindergarten. Dort werden sie auch schon in den jeweiligen Sprachsektionen von deutsch, englisch, französisch oder niederländisch Sprechenden Lehrerinnen betreut. Der Alltag ist mit dem in einem deutschen Kindergarten zu vergleichen. Mit der Besonderheit, dass die Kinder in einem sehr jungen alter auf Kinder vieler anderer Nationen treffen.

## Grundschule
In der Grundschule werden alle Kinder in ihrer Muttersprache, Mathematik, Geschichte, Geografie, Naturwissenschaften, Kunst, Musik, katholischer oder evangelischer Religion oder Ethik und Sport unterrichtet. Bis auf Kunst, Musik, Sport und Ethik werden alle Fächer in der Muttersprache gelehrt. In den anderen Fächern werden die Klassen aus den verschiedenen Sprachsektionen gemischt. In diesen Fächern wird entweder in der lokalen Sprache, hier Flämisch, oder zum besseren Verständnis manchmal auch in Englisch unterrichtet. Ab dem ersten Grundschuljahr lernen die Kinder ihre erste Fremdsprache, welche innerhalb der Europäischen Schulen als zweite Sprache bezeichnet wird. Es kann gewählt werden zwischen deutsch, englisch und französisch. Die Wahl der zweiten Sprache ist sehr wichtig, da ab der 3. Sekundarklasse (nach der 5. Grundschulklasse und der darauf folgenden Versetzung ins Gymnasium wird wieder bei 1 angefangen zu zählen) Gemeinschaftskunde und dann ab der 4. Sekundarklasse Geographie und Geschichte jeweils getrennt in der 2. Sprache unterrichtet werden. Während so genannter Europäischen Stunden, beschäftigen sich die Kinder aller Klassen mit verschiedenen Aktivitäten.

## Sekundarschule

### Unterstufe (1 bis 3)
Die ersten drei Jahre der Sekundarschule werden als „Beobachtungsstufe“ gesehen. Die Schüler sollen ein möglichst breites Spektrum an Fächern kennenlernen, zur Förderung des Allgemeinwissens und um sich in den späteren Jahren für die richtigen Fächer zu entscheiden. Die folgenden Fächer werden unterrichtet: Sprache 1 (Muttersprache), Sprache 2, Sprache 3, Latein (Wahlfach), Mathematik, Gemeinschaftskunde, Naturwissenschaften, ICT (Informatik), Kunst, Musik, Sport, Religion oder Ethik und zusätzliche Aktivitäten.
Freistunden müssen entweder in der Bibliothek oder in der „Stüdie“ verbracht werden, wo leise für sich gelernt, gelesen, gearbeitet oder gefaulenzt werden kann. Dies gilt nicht für Freistunden vor oder nach der Mittagspause, wo man essen gehen kann, und auch nicht für Freistunden in der letzten Stunde. Wenn man eine oder mehrere Freistunden in Folge am Anfang oder am Ende des Schultages hat, und man in der Nähe der Schule wohnt, darf man auch nach Hause.

### Mittelstufe (4 und 5)
In der Mittelstufe haben die Schüler und Schülerinnen 31 höchsten 35 Unterrichtsstunden in der Woche. Wobei 27 bis 29 auf die Pflichtfächer entfallen (je nach Mathematikunterricht)
- Pflichtfächer: Sprache 1, Sprache 2, Sprache 3, Religion/Ethik, Sport, Geschichte, Geografie, Physik, Chemie, Biologie,
- Wahlpflichtfach: Mathematik (schwach 4 Std/Woche; stark 6 Std/Woche)
- Wahlfächer: Sprache 4, Latein, Ökonomie, ICT (Informatik), Kunst, Musik

Ab der 5. Klasse ändert sich die Benotung. In den Klassen 1–4 besteht die sogenannte A-Note aus Hausaufgaben und Mitarbeit im Unterricht, und die B-Note aus in den Klassen geschriebenen Tests. Die Zeugnisnote wird 50:50 aus A- und B-Note errechnet. Ab der 5. Klasse kommen zur A-Note auch noch die in den Klassen geschriebenen Tests, während die B-Note sich aus zwei Halbjahres Examen berechnet. Hier ist die Gewichtung auch wiederum 50:50, wobei 50 Prozent der Note aus nur zwei Examen bestehen.

### Oberstufe (6 und 7)
- Pflichtfächer: Sprache 1, Sprache 2, Sport, Religion/Ethics
- Wahlpflichtfächer: Mathematik (schwach: 3 Std/Woche; stark 5 Std/Woche; Vertiefung: 8 Std/Woche), Philosophie (Pflicht 2 Std/Woche; Wahl 4 Std/Woche), Geschichte (Pflicht 2 Std/Woche; Wahl 4 Std/Woche), Geographie (Pflicht 2 Std/Woche; Wahl 4 Std/Woche), Naturwissenschaften (Pflicht 2 Std/Woche; Wahl Physik und/oder Chemie und/oder Biologie jeweils 4 Std/Woche)
- Wahlfächer: Latein, Ökonomie, Sprache 3, Sprache 4, Kunst, Musik, Sprache 1 Vertiefung, Sprache 2 Vertiefung
- Ergänzungsfächer: Kunst, Musik, Sprache 5, ICT (Informatik), Laborkunde, Ökonomie

Am Ende der siebten Klasse der Sekundarschule wird das Europäische Baccalaureat abgelegt. Dieses gilt in der gesamten EU, der Schweiz und den USA, ohne jegliche „Ausländerprüfung“, als Hochschulreife und muss anerkannt werden.

## Gebäude und Gelände
Wenn man durch das beschrankte Tor fährt, kommt man direkt rechts an einer Blockhütte mit einer Wachperson vorbei. Die Schranken, der Wachposten, die Schülerausweise, sowie die Windschutzscheibenaufkleber wurden nach dem 11. September 2001 zur Sicherheit der Schüler eingeführt.
Hinter der Blockhütte befindet sich der Bungalow des Hausmeisters.
Fährt man nun geradeaus, kommt man direkt auf den Kindergarten zu. Hinter dem Kindergarten befindet sich ein Spielplatz. Hinter diesem Spielplatz wiederum befinden sich 6 Tennisplätze der Sekundarschule. Links neben den Tennisplätzen ist die Turnhalle für Kindergarten und Grundschule. Daran angebaut ist das Schwimmbad mit olympischem Becken mit 4 Bahnen. Links neben dem Kindergarten ist quer dazu die Grundschule mit 2 großen Innenhöfen zum Spielen während der kleinen Pause nach der dritten Stunde. Hinter der Grundschule befindet sich ein Spielplatz im Wald und auch Basketball-, Volleyball- und Fußballplätze.
Rechts neben dem Kindergarten befinden sich die 2 Sporthallen für die Sekundarstufe. Hinter den Sporthallen sind Volleyballplätze, eine Sprunggrube, Basketballplätze und ein Betonfußballplatz. Weiter links befindet sich ein Rasenfußballplatz mit umlaufender Aschenbahn sowie 2 weiteren Sprunggruben. Des Weiteren ist dort auch eine Aschenfußballplatz vorhanden. Zwischen den Sporthallen der Sekundarstufe und dem Aschenplatz befinden sich ein Verwaltungsbungalow und der Lehrer- und Besucherparkplatz. Vor den Sporthallen, in Richtung Ausgang, ist die Kantine mit Aula. Neben Kantine und Verwaltung erhebt sich das 4-stöckige Gebäude der Sekundarschule in form einer eckigen Acht.

Neben den vielen Sportanlagen, besitzt die Schule Laborräume, eine Dunkelkammer, einen schalldichten Musikraum, eine Bibliothek mit über 15.000 Büchern, einen Computerraum, sowie 2 Kunstsäle. Das Schulgelände wurde in den letzten Jahren aufwendig renoviert.

## Kontakte zu anderen Europäischen Schulen
Der Kontakt zu anderen Europäischen Schulen ist recht intensiv. Als Beispiele seien genannt, dass mit der Europäischen Schule in Culham (UK) per Videokonferenz Klassen gemeinsam unterrichtet werden. Des Weiteren findet alle 2 Jahre „Eurosport“ statt. Dies ist ein Großsportevent, welches zwischen allen Europäischen Schulen ausgetragen wird. Ähnlich wie bei Olympischen Spielen reisen Teams der verschiedenen Schulen zu einer Schule und treten dort in sportlichen Wettkämpfen gegeneinander an. Sportarten wie Biathlon, Basketball, Fußball, Badminton, Langstreckenrennen usw. werden angeboten. Jedoch müssen nicht alle Schulen an allen Wettkämpfen teilnehmen. Am Ende wird eine Art „Medaillenspiegel“ zusammengestellt. Der Gewinner erhält dann einen Pokal. Es gibt auch Kulturprogramme, bei denen eine Schule zum Beispiel zu einem Event einlädt und verschiedene Schulen Theater-AGs oder Bands hinschicken.